# Brachynemurus californicus
Brachynemurus californicus är en insektsart som beskrevs av Banks 1895. Brachynemurus californicus ingår i släktet Brachynemurus och familjen myrlejonsländor. Inga underarter finns listade i Catalogue of Life.